# Kocierz (Karkonosze)

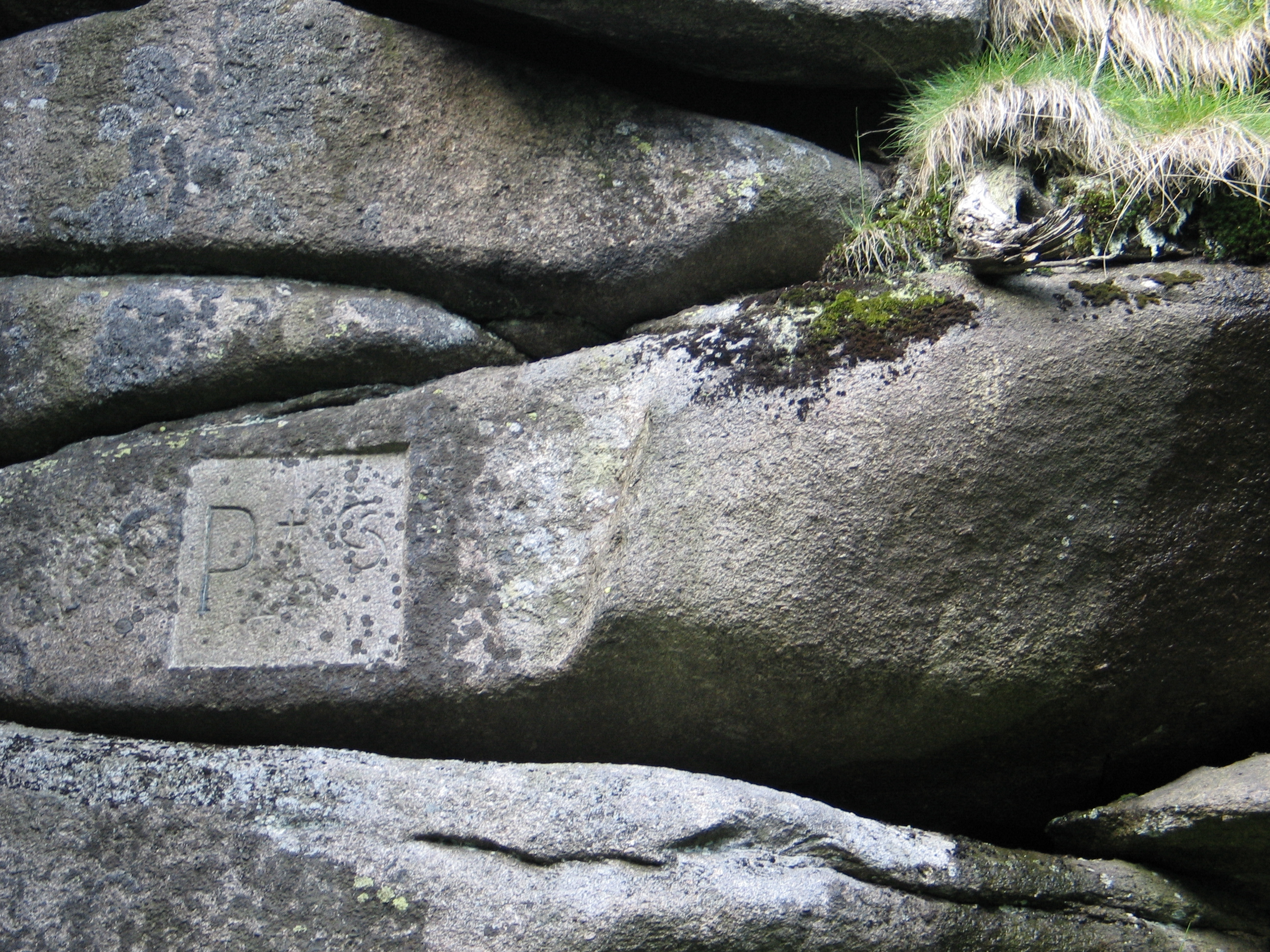
Dawny znak granicy Polska – Czechosłowacja na górze Kocierz

Kocierz (czes. Kacirske Kamene, Kočiči Kamene, niem. Katzenstein, 929 m n.p.m.) – szczyt w Karkonoszach w obrębie Śląskiego Grzbietu.
Jest najdalej na zachód wysuniętym szczytem polskich Karkonoszy i jednym z najdalej wysuniętych na zachód szczytów całych Karkonoszy. Stromo opada ku Przełęczy Szklarskiej.
Zbudowany z granitu karkonoskiego.
Do 1958 roku przez szczyt Kocierza przechodziła granica państwowa. Wcześniej między Prusami a Austrią, potem między Cesarstwem Niemieckim a Austro-Węgrami, następnie między Niemcami a Czechosłowacją, wreszcie między Polską a Czechosłowacją.
W 1958 roku nastąpiła w rejonie Jakuszyc korekta granicy między Polską a Czechosłowacją. Polska uzyskała południowe zbocza Kocierza w zamian za wieś Tkacze (obecnie Mýtiny – część Harrachova) i osadę Zieliniec. Do roku 1958 pociągi Kolei Izerskiej z Jeleniej Góry kończyły bieg na stacji w Tkaczach, za którymi na moście na Izerze przebiegała granica z Czechosłowacją. Po zmianie granicy stacja kolejowa w Tkaczach, tunel oraz druga połowa wiaduktu stała się własnością ČSR, a ruch pociągów skrócono na wiele lat (do 2010 r.) do stacji Szklarska Poręba Górna.